# The Weakest Tamer Began a Journey to Pick Up Trash
The Weakest Tamer Began a Journey to Pick Up Trash (jap. 最弱テイマーはゴミ拾いの旅を始めました。 Saijaku teimā wa gomi hiroi no tabi o hajimemashita.) – seria light novel napisana przez Honobonoru500 i zilustrowana przez Namę. Początkowo była publikowana jako powieść internetowa w serwisie Shōsetsuka ni narō. Następnie została przejęta przez wydawnictwo TO Books, które wydaje ją jako light novel od listopada 2019.
Na jej podstawie powstała manga zilustrowana przez Tou Fukino, która jest publikowana w serwisie Comic Corona od lutego 2020. Adaptacja w formie serialu anime stworzonego przez Studio Massket była emitowana od stycznia do marca 2024.

## Fabuła
Ivy jest dziewczynką, która odrodziła się w innym świecie, gdzie ludzie po ukończeniu piątego roku życia otrzymują umiejętności, których stopień zaawansowania jest określany za pomocą gwiazdek, jednak ona posiada tylko umiejętność poskramiacza bez żadnych gwiazdek. Z tego powodu jest nienawidzona i wyszydzana przez swoją niegdyś kochającą rodzinę oraz społeczność wioski, zostając zmuszoną do życia w lesie po ucieczce z domu, jednak miejscowa wróżbitka lituje się nad Ivy, kształcąc ją i zaopatrując. Po tym, jak wróżbitka zmarła kilka lat później, Ivy opuszcza okolicę i znajduje słabego slime’a, którego oswaja i nazywa Sora.

## Bohaterowie
- Ivy (jap. アイビー Aibī)

Seiyū: Aina Suzuki 
- Sora (jap. ソラ)

Seiyū: Mutsumi Tamura 
- Ciel (jap. シエル Shieru)

Seiyū: Anna Mugiho 
- Luba (jap. ルーバ Rūba)

Seiyū: Fumi Hirano 
- Ogto (jap. オグト)

Seiyū: Kenta Miyake 
- Vellivera (jap. ヴェリヴェラ Verivera)

Seiyū: Kōsuke Toriumi 
- Seizerk (jap. セイゼルク Seizeruku)

Seiyū: Masaki Terasoma 
- Latroa (jap. ラットルア Rattorua)

Seiyū: Taku Yashiro 
- Borolda (jap. ボロルダ Bororuda)

Seiyū: Tomokazu Sugita 
- Rickbert  (jap. リックベルト Rikkuberuto)

Seiyū: Hiroki Yasumoto 
- Mira (jap. ミーラ Mīra)

Seiyū: Marina Inoue 
- Tort (jap. トルト Toruto) / Marma (jap. マルマ Maruma)

Seiyū: Shun’ichi Toki 

## Light novel
Seria początkowo była publikowana jako powieść internetowa w serwisie Shōsetsuka ni narō od 9 sierpnia 2018. Później została przejęta przez wydawnictwo TO Books, które wydaje ją jako light novel z ilustracjami Namy pod imprintem TO Bunko od 9 listopada 2019.
| Nr | Data wydania (język japoński) | ISBN (język japoński)  |
| -- | ----------------------------- | ---------------------- |
| 1  | 9 listopada 2019              | ISBN 978-4-86-472876-8 |
| 2  | 10 kwietnia 2020              | ISBN 978-4-86-472956-7 |
| 3  | 10 października 2020          | ISBN 978-4-86-699058-3 |
| 4  | 20 kwietnia 2021              | ISBN 978-4-86-699199-3 |
| 5  | 20 sierpnia 2021              | ISBN 978-4-86-699305-8 |
| 6  | 19 lutego 2022                | ISBN 978-4-86-699455-0 |
| 7  | 20 czerwca 2022               | ISBN 978-4-86-699549-6 |
| 8  | 19 listopada 2022             | ISBN 978-4-86-699633-2 |
| 9  | 10 czerwca 2023               | ISBN 978-4-86-699857-2 |
| 10 | 15 stycznia 2024              | ISBN 978-4-86-794043-3 |
| 11 | 15 lutego 2024                | ISBN 978-4-86-794077-8 |

## Manga
Na podstawie light novel powstała manga zilustrowana przez Tou Fukino, która ukazuje się w serwisie Comic Corona od 10 lutego 2020.
| Nr | Data wydania (język japoński) | ISBN (język japoński)  |
| -- | ----------------------------- | ---------------------- |
| 1  | 15 lipca 2020                 | ISBN 978-4-86-699019-4 |
| 2  | 15 kwietnia 2021              | ISBN 978-4-86-699197-9 |
| 3  | 15 lutego 2022                | ISBN 978-4-86-699450-5 |
| 4  | 15 listopada 2022             | ISBN 978-4-86-699635-6 |
| 5  | 15 czerwca 2023               | ISBN 978-4-86-699862-6 |
| 6  | 15 lutego 2024                | ISBN 978-4-86-794074-7 |

Spin-off opowiadający o postaciach z serii chodzących do szkoły, ukazuje się na tej samej stronie internetowej od 21 listopada 2022.

## Anime
Adaptacja w formie telewizyjnego serialu anime została zapowiedziana 11 listopada 2022. Została wyprodukowana przez Studio Massket i wyreżyserowana przez Naokirgo Horiuchiego, wraz Shigeyasu Yamauchim, pełniącym funkcję głównego reżysera. Scenariusz napisał Katsuhiko Takayama, postacie zaprojektowali Feng Cheng Hu i Yuki Ikeda, a muzykę skomponowała Kujira Yumemi. Seria była emitowana od 12 stycznia do 29 marca 2024 w Tokyo MX i innych stacjach. Motywem otwierającym jest „Hate no nai tabi” (jap. 果てのない旅) w wykonaniu Ainy Suzuki, natomiast końcowym „because” autorstwa Tei. Prawa do streamingu serii zakupił Crunchyroll.